# Liste der Wasserschutzgebiete im Alb-Donau-Kreis
In der Liste der Wasserschutzgebiete im Alb-Donau-Kreis sind Wasserschutzgebiete (WSG) im Alb-Donau-Kreis in Baden-Württemberg aufgeführt. Sie ist nach den offiziellen WSG-Nummern sortiert. In den Wasserschutzgebieten gelten für die Gewässer (Grundwasser, oberirdische Gewässer) besondere Ge- und Verbote, um das Wasser vor Verunreinigungen zu schützen. Die für die Wasserschutzgebiete zuständige Dienststelle ist das Landratsamt des Alb-Donau-Kreises in Ulm.
Diese Liste ist Teil der übergeordneten Liste der Wasserschutzgebiete in Baden-Württemberg und erhebt keinen Anspruch auf Vollständigkeit.

## Geschichte
Der Alb-Donau-Kreis macht jährlich Angaben zur Entwicklung der Nitratkonzentrationen in den einzelnen Wasserschutzgebieten und erlässt für das folgende Jahr entweder Auflagen für Landwirte oder lockert bisherige Bewirtschaftungsauflagen auf der Grundlage der seit 1988 geltenden Schutzgebiets- und Ausgleichsverordnung (SchALVO) des Landes Baden-Württemberg. Diese Verordnung wurde zum 1. März 2001 novelliert. Neben der Einhaltung bestimmter Nitrat-Boden-Werte, die jährlich vom 15. Oktober bis 15. November gemessen werden, ist im Rahmen der SchALVO unter anderem vorgeschrieben, dass in den Wasserschutzgebieten Düngung und Pflanzenschutzmaßnahmen nach guter fachlicher Praxis erfolgen müssen, um das Grundwasser vor Beeinträchtigung durch Stoffeinträge aus der Landbewirtschaftung zu schützen.

## Wasserschutzgebiete im Alb-Donau-Kreis
Grundlage: Daten aus dem Umweltinformationssystem (UIS) der LUBW Landesanstalt für Umwelt Baden-Württemberg

| WSG-Nr. | WSG-Name                                  | Hauptgemeinde  | Lage | Fläche (Hektar) | Datum (Rechtsverordnung) | Bild          |
| ------- | ----------------------------------------- | -------------- | ---- | --------------- | ------------------------ | ------------- |
| 425001  | WSG 1 ZV Landeswasserversorgung Stuttgart | Langenau       | ⊙    | 50052,27        | 2015-04-16               |               |
| 425004  | WSG 4 Kälberhalde                         | Schelklingen   | ⊙    | 36,40           | 1971-05-27               |               |
| 425005  | WSG 5 Allmendinger Weiher                 | Mehrstetten    | ⊙    | 6288,61         | 1997-01-24               |               |
| 425006  | WSG 6 Umenlauh                            | Allmendingen   | ⊙    | 1602,30         | 2007-10-01               |               |
| 425007  | WSG 7 Spitzlochquelle                     | Ehingen        | ⊙    | 58,89           | 1968-10-18               |               |
| 425008  | WSG 8 Mühlen Wührequelle                  | Ehingen        | ⊙    | 23,20           | 1963-02-16               |               |
| 425009  | WSG 9 Sagmühlquelle                       | Ehingen        | ⊙    | 309,13          | 1963-11-25               |               |
| 425010  | WSG 10 Wolfstal, Boschäcker               | Lauterach      | ⊙    | 2417,81         | 2002-12-03               | Erbstetten    |
| 425011  | WSG 11 Emeringen                          | Emeringen      | ⊙    | 3871,50         | 1995-01-01               | Oberwilzingen |
| 425013  | WSG 13 Reutlingendorf                     | Obermarchtal   | ⊙    | 1057,93         | 1997-01-24               | Unlingen      |
| 425019  | WSG 19 Donautal                           | Ehingen        | ⊙    | 48,75           | 1973-07-19               |               |
| 425020  | WSG 20 Ehingen/Nasgenstadt                | Ehingen        | ⊙    | 14,35           | 1967-11-16               |               |
| 425023  | WSG 23 Öpfingen                           | Öpfingen       | ⊙    | 148,83          | 1983-01-10               |               |
| 425024  | WSG 24 Rißtissen                          | Ehingen        | ⊙    | 125,55          | 1997-12-15               |               |
| 425025  | WSG 25 Oberdischingen                     | Oberdischingen | ⊙    | 70,76           | 1975-11-14               |               |
| 425026  | WSG 26 Am Bach, Erbach/Donaurieden        | Erbach         | ⊙    | 4,19            | 1963-09-17               |               |
| 425030  | WSG 30 Wochenau                           | Illerrieden    | ⊙    | 1427,01         | 2018-07-13               | Illeraue      |
| 425031  | WSG 31 Regglisweiler                      | Dietenheim     | ⊙    | 30,51           | 1975-11-25               |               |
| 425033  | WSG 33 Westerstetten                      | Westerstetten  | ⊙    | 8,75            | 1975-10-29               |               |
| 425034  | WSG 34 Öllingen                           | Öllingen       | ⊙    | 6,95            | 1975-11-25               |               |
| 425036  | WSG 36 Schelklingen Spitzäcker            | Schelklingen   | ⊙    | 1618,01         | 2003-12-03               |               |
| 425037  | WSG 37 Wangen                             | Illerrieden    | ⊙    | 12,99           | 1982-04-02               |               |
| 425101  | WSG 101 Lautern                           | Merklingen     | ⊙    | 10426,01        | 1993-01-15               | Merklingen    |
| 425111  | WSG 111 Neuhauser Hof                     | Dietenheim     | ⊙    | 158,53          | 1994-04-29               |               |
| 425112  | WSG 112 Rottenacker                       | Ehingen        | ⊙    | 2693,22         | 1992-08-17               |               |
| 425201  | WSG 201 Blaubeuren/Gerhausen              | Blaubeuren     | ⊙    | 22076,16        | 2003-12-03               | Sontheim Nord |
| 425206  | WSG 206 Kehr                              | Erbach         | ⊙    | 1039,44         | 1990-03-31               |               |
| 425207  | WSG 207 Ringingen „Zipperäcker“           | Erbach         | ⊙    | 1949,57         | 1992-03-22               |               |
| 425208  | WSG 208 Gamerschwang                      | Altheim        | ⊙    | 1722,55         | 1996-03-23               | Altheim       |
| 425211  | WSG 211 Munderkingen                      | Munderkingen   | ⊙    | 5698,58         | 1995-03-13               |               |
| 425212  | WSG 212 Herrlingen-Dannenäcker            | Blaustein      | ⊙    | 616,38          | 2003-12-03               | Herrlingen    |